# Банда Валерия Попова
Банда Валерия Попова — небольшая организованная преступная группировка, около 15 лет действовавшая в Ставропольском крае. Считается одной из самых жестоких преступных группировок России за последнее время.

## Создание группировки
В начале 1990-х годов в Пятигорске безработный Валерий Попов создал преступную группировку. Первоначально в неё вошли Пётр Бутько, Андрей Герус, Андрей Крепышев и Сергей Щербинин. Позже к ним присоединились Павел Шестаков, Алексей Ким, Самвел Саргсян, Муратбий Лайпанов и Магомет Деккушев. Группировка Попова отличалась жестокостью, сплоченностью, соблюдением строгой конспирации и подчиненностью под страхом смерти своему лидеру.

## Криминальная деятельность
В 1990-е годы группировка Попова участвовала в криминальном переделе сфер влияния в регионе Кавказских Минеральных Вод. В середине 1990-х в Пятигорске, кроме ОПГ Попова, действовало ещё несколько группировок. Подчиненные Попова занимались рэкетом в Пятигорске и других городах на Кавказских Минеральных Водах. В то время ОПГ состояла из 15-20 человек, в основном спортсменов. Секретная база группировки находилась на территории пятигорского пивзавода, эту базу охраняли бойцы ЧОПа.
В мае 1995 года пятигорский предприниматель Артур Аянян подал заявление на бандитов Попова, вымогавших у него деньги. Один из вымогателей был задержан с поличным при передаче денег. Несмотря на это, через три дня преступника отпустили. В октябре 1995 года предприниматель Артур Аянян был убит. По подозрению в этом убийстве было задержано пятеро участников ОПГ Попова, однако впоследствии они все были отпущены.
В дальнейшем группировка стала специализироваться главным образом на совершении заказных убийств. Попов принимал заказы на убийства коммерсантов, чиновников, милиционеров и представителей других преступных группировок. Рядовые участники ОПГ не контактировали с заказчиками убийств. За исполнение заказов Попов выплачивал киллерам незначительные суммы денег.
Кроме того, участники ОПГ по приказу Попова убивали тех, кто каким-либо образом мог угрожать их группировке. Киллерами применялись две схемы убийств: они либо заковывали своих жертв в наручники и вывозили в лес, где убивали, а тела закапывали, либо расстреливали жертв возле их домов и в людных местах.
В июне 2000 года в городе Лермонтове подчиненные Попова убили Ислама Исаева. В 2003 году участники группировки совершили убийства директоров рынков Юрия Тимошенко и Игоря Андреева.
В том же году у Попова возник конфликт с хранителем «общака» группировки Сергеем Щербининым. Тот начал подвергать сомнению лидерство Попова. По приказу главаря, Щербинина связали, отвезли на базу и жестоко избили, после чего Щербинин был вывезен и убит в лесу, где бандиты обычно закапывали трупы своих жертв.
Однажды по приказу Попова бандиты похитили двоих предпринимателей из Ростова-на-Дону и привезли их на базу группировки. Попов подозревал, что бизнесмены приехали в Пятигорск, чтобы убить его (потом это не подтвердилось). Бандиты долго и с особой жестокостью пытали своих жертв, причем Попов снимал эти пытки на видео. Один из людей скончался от пыток, второй был убит.
В том же году бандиты совершили покушение на директора ставропольского рынка «Южный» криминального авторитета Владимира Слизаева по кличке «Хан», в результате которого погибла его жена.
В 2004-й и 2005-й годы участники ОПГ совершили несколько громких преступлений. В частности, они убили депутата краевой Думы, директора пятигорской кондитерской фабрики Анатолия Плющенко и совершили двойное убийство гендиректора фирмы «Ставропольгазснаб» Эдуарда Агаджаняна и депутата городской думы, ректора Ставропольского института экономики и управления Олега Казначеева.
При попытке убийства вора в законе Владимира Жураковского киллеры по ошибке расстреляли автомобиль, в котором ехали его друзья Сергей Саркисов и Омар Дасанели, которые погибли на месте. Впоследствии подчиненные Попова несколько раз пытались убить Жураковского, но каждый раз неудачно.
В июне 2005 года бандиты совершили убийство советника губернатора Ставрополья Юрия Прачева и его телохранителя Юрия Шведова.
Трое бандитов в масках в упор расстреляли автомобиль, в котором в тот момент находились Прачев и Шведов. Оба они погибли на месте.
ОПГ существовала и действовала достаточно долго во многом благодаря коррупционным связям в милиции. В группировку Попова входило несколько милиционеров, в том числе высокопоставленные. Среди них был заместитель начальника отдела по борьбе с коррупцией управления по борьбе с организованной преступностью краевого ГУВД Владимир Мохонченко. Милиционеры — участники ОПГ регулярно информировали главаря о планах руководства УВД. Попов своевременно получал нужную ему информацию о расследовании убийств и использовал её в своих целях. Кроме того, у Попова были связи с сотрудниками представительных и исполнительных органах власти различного уровня. Он пользовался также значительным авторитетом в криминальном мире.
У Попова возник конфликт с вором в законе Эриком Сагателовым, известным как Эрик Ашхабадский. Руководитель карачаевского УВД, участник группировки Муратбий Лайпанов приказал своим подчиненным оказать содействие бандитам в похищении Ашхабадского в поселке Домбай Карачаево-Черкесии. Похитив вора в законе, бандиты нанесли Сагателову ножевые ранения и застрелили его. Убийцы сбросили труп в ущелье реки Мара на территории Карачаево-Черкесии.
Всего участники группировки совершили около 40 убийств. Впоследствии на суде удалось доказать далеко не все убийства, совершенные бандитами. Например, по милицейским данным, бандиты Попова расстреляли заместителя председателя правительства Карачаево-Черкесской Республики, бывшего замминистра МВД республики Ансара Тебуева и депутата республиканского парламента, руководителя борцовского клуба «Барс» Расула Атабиева. По другим данным, участники группировки совершили до 100 убийств.

## Следствие и суд
В 2006 году в Пятигорске была проведена спецоперация МВД и ФСБ. Бойцы спецназа блокировали базу группировки. Были задержаны 5 участников ОПГ, впоследствии милиционеры задержали ещё четверых, шестеро бандитов, в том числе Мохноченко, были объявлены в международный розыск. Во время ареста Алексей Шаталов оказал оперативникам сопротивление, был ранен и помещен под охраной в городскую больницу Пятигорска, откуда ему удалось сбежать. Впоследствии двух дежуривших возле него охранников пятигорский суд признал виновными в халатности и приговорил к реальным срокам заключения. Шаталов был объявлен в розыск и впоследствии арестован. Долгое время находившийся в международном розыске Владимир Мохонченко также был задержан.
Попов, Бутько и Герус не признали своей вины. Крепышев, Шмелев и Ким стали сотрудничать со следствием. При обыске у участников ОПГ изъяли много оружия и взрывчатки. В гараже Попова сотрудники милиции обнаружили пистолет-пулемет со складным прикладом, охотничье ружье, пистолет ТТ, три автомата Калашникова, большое количество боеприпасов и почти 10 килограммов взрывчатки.
Расследование уголовного дела продолжалось более трёх лет. Суд начался в 2009 году. 23 марта 2010 года участникам банды был вынесен приговор. Ставропольский краевой суд на основании обвинительного вердикта присяжных признал Валерия Попова и Петра Бутько виновными в бандитизме и девяти убийствах и приговорил их к пожизненному заключению. Ещё двум лидерам группировки — Андрею Герусу и Павлу Шестакову —были назначены наказания в виде 24 и 23 лет лишения свободы соответственно. Алексей Ким получил девять лет, бывший начальник отдела внутренних дел города Карачевска Мурат Лайпанов признан виновным в похищении человека и приговорен к четырём годам. Вину ещё троих обвиняемых присяжные сочли недоказанной, и они были освобождены в зале суда.
11 сентября 2012 года Ставропольским краевым судом было завершено рассмотрение ещё одного уголовного дела в отношении группировки. Пятеро участников ОПГ были признаны виновными в совершении ещё 8 убийств на территории Ставропольского края. Среди них — убийства Эдуарда Агаджаняна, Олега Казначеева, Ольги Моховой и других. Попов, Бутько, Герус и Шестаков были приговорены к пожизненному лишению свободы с отбыванием наказания в колонии особого режима, еще один участник группировки Алексей Муравьев — к 13 годам лишения свободы в колонии строгого режима. Всего следствием была доказана вина подсудимых в убийствах 20 человек.
12 ноября 2012 года Ставропольским краевым судом Алексей Шаталов был признан виновным в бандитизме, убийстве, незаконном обороте оружия, побеге из-под стражи и приговорен к пожизненному заключению в колонии особого режима.